# Дискография Travis
Дискография «Travis», альтернативной рок-группы из Глазго, включает 9 студийных альбомов, 24 сингла, 1 сборник и 3 видеоальбома. Дебютный альбом 1997 года, «Good Feeling» стал в Великобритании золотым, а через 2 года вышла пластинка «The Man Who», ставшая лучшим британским альбомом года. «The Invisible Band» также был популярен на родине, и ещё более успешен за рубежом. Три последующих не смогли повторить их успех, но и последний на данный момент, «Ode To J. Smith», получил благоприятные отзывы критиков. Самым успешным синглом группы является Sing, добравшийся до третьего места UK Singles Chart.

## Альбомы

### Студийные альбомы
| Год  | Детали альбома                                                                                   | Высшие позиции в чартах | Высшие позиции в чартах | Высшие позиции в чартах | Высшие позиции в чартах | Высшие позиции в чартах | Высшие позиции в чартах | Высшие позиции в чартах | Высшие позиции в чартах | Высшие позиции в чартах | Высшие позиции в чартах | Высшие позиции в чартах | Сертификация |
| Год  | Детали альбома                                                                                   | UK                      | AUS                     | CAN                     | DEN                     | GER                     | IRE                     | NOR                     | NZL                     | SWI                     | SWE                     | US                      | Сертификация |
| ---- | ------------------------------------------------------------------------------------------------ | ----------------------- | ----------------------- | ----------------------- | ----------------------- | ----------------------- | ----------------------- | ----------------------- | ----------------------- | ----------------------- | ----------------------- | ----------------------- | --- |
| 1997 | Good Feeling - Выход: 8 сентября 1997 - Лейбл: Independiente - Формат: CD, Compact Cassette      | 9                       | —                       | —                       | —                       | —                       | —                       | —                       | —                       | —                       | —                       | —                       | - UK: Золотой |
| 1999 | The Man Who - Выход: 24 мая 1999 - Лейбл: Independiente - Формат: CD, Compact Cassette, MiniDisc | 1                       | 8                       | 40                      | —                       | 34                      | 2                       | 14                      | 85                      | —                       | —                       | 135                     | - UK: 9x Платиновый - AUS: Платиновый - CAN: Gold - EU: 3x Платиновый - NZL: Gold                                                                                     |
| 2001 | The Invisible Band - Выход: 11 июня 2001 - Лейбл: Independiente - Формат: CD, Compact Cassette   | 1                       | 7                       | 12                      | 5                       | 3                       | 1                       | 1                       | 5                       | 6                       | 5                       | 39                      | - UK: 4x Платиновый - AUS: Платиновый - CAN: Золотой - CHE: Золотой - EU: 2x Платиновый - FRA: Золотой - GER: Золотой - NOR: Платиновый - NZL: Золотой - SWE: Золотой |
| 2003 | 12 Memories - Выход: 13 октября 2003 - Лейбл: Independiente - Формат: CD, КК                     | 3                       | 42                      | —                       | 8                       | 9                       | 17                      | 4                       | 34                      | 8                       | 22                      | 41                      | - UK: Платиновый - NOR: Золотой - NZL: Золотой |
| 2007 | The Boy With No Name - Выход: 7 мая 2007 - Лейбл: Independiente - Формат: CD, КК                 | 4                       | 97                      | —                       | —                       | 8                       | 20                      | 2                       | —                       | 7                       | 51                      | 58                      | - UK: Золотой |
| 2008 | Ode To J. Smith - Выход: 29 сентября 2008 - Лейбл: Red Telephone Box - Формат: CD, ЦД            | 20                      | —                       | —                       | —                       | 49                      | —                       | 27                      | —                       | 16                      | —                       | 122                     | |
| 2013 | Where You Stand - Выход: 19 августа 2013 - Лейбл: - Формат: CD, ЦД                               | ?                       | ?                       | ?                       | ?                       | ?                       | ?                       | ?                       | ?                       | ?                       | ?                       | ?                       | |

### Сборники
| Год  | Детали                                                      | Высшие позиции в чартах | Высшие позиции в чартах | Высшие позиции в чартах | Высшие позиции в чартах | Высшие позиции в чартах | Высшие позиции в чартах | Высшие позиции в чартах | Высшие позиции в чартах | Сертификация     |
| Год  | Детали                                                      | UK                      | AUT                     | CHE                     | IRL                     | NOR                     | NZL                     | SWE                     | US                      | Сертификация     |
| ---- | ----------------------------------------------------------- | ----------------------- | ----------------------- | ----------------------- | ----------------------- | ----------------------- | ----------------------- | ----------------------- | ----------------------- | ---------------- |
| 2004 | Singles - Выход: 1 ноября 2004 - Лейбл: Independiente, Epic | 4                       | 66                      | 55                      | 13                      | 6                       | —                       | —                       | —                       | - UK: Платиновый |

## Синглы
| Год  | Сингл                                    | Высшие позиции в чартах | Высшие позиции в чартах | Высшие позиции в чартах | Высшие позиции в чартах | Высшие позиции в чартах | Высшие позиции в чартах | Высшие позиции в чартах | Высшие позиции в чартах | Высшие позиции в чартах | Альбом               |
| Год  | Сингл                                    | UK                      | AUS                     | AUT                     | CHE                     | EUR                     | FIN                     | FRA                     | GER                     | IRL                     | Альбом               |
| ---- | ---------------------------------------- | ----------------------- | ----------------------- | ----------------------- | ----------------------- | ----------------------- | ----------------------- | ----------------------- | ----------------------- | ----------------------- | -------------------- |
| 1996 | «All I Want to Do Is Rock»               | 39                      | —                       | —                       | —                       | —                       | —                       | —                       | —                       | —                       | Good Feeling         |
| 1997 | «U16 Girls»                              | 40                      | —                       | —                       | —                       | —                       | —                       | —                       | —                       | —                       | Good Feeling         |
| 1997 | «Tied to the 90’s»                       | 30                      | —                       | —                       | —                       | —                       | —                       | —                       | —                       | —                       | Good Feeling         |
| 1997 | «Happy»                                  | 38                      | —                       | —                       | —                       | —                       | —                       | —                       | —                       | —                       | Good Feeling         |
| 1998 | «More Than Us»                           | 16                      | —                       | —                       | —                       | —                       | —                       | —                       | —                       | —                       | Good Feeling         |
| 1999 | «Writing to Reach You»                   | 14                      | —                       | —                       | —                       | —                       | —                       | —                       | —                       | —                       | The Man Who          |
| 1999 | «Driftwood»                              | 13                      | —                       | —                       | —                       | —                       | —                       | —                       | —                       | —                       | The Man Who          |
| 1999 | «Why Does It Always Rain On Me?»         | 10                      | 11                      | —                       | 87                      | —                       | 18                      | —                       | 87                      | —                       | The Man Who          |
| 1999 | «Turn»                                   | 8                       | —                       | —                       | —                       | —                       | —                       | —                       | —                       | 28                      | The Man Who          |
| 2000 | «Coming Around»                          | 5                       | —                       | —                       | —                       | —                       | —                       | —                       | —                       | 18                      | Singles              |
| 2001 | «Sing»                                   | 3                       | 41                      | 31                      | 34                      | —                       | —                       | 2                       | 51                      | 7                       | The Invisible Band   |
| 2001 | «Side»                                   | 14                      | 71                      | —                       | 52                      | —                       | —                       | 53                      | 86                      | 33                      | The Invisible Band   |
| 2001 | «Flowers in the Window»                  | 18                      | 92                      | —                       | 93                      | —                       | —                       | —                       | 98                      | 35                      | The Invisible Band   |
| 2003 | «Re-Offender»                            | 7                       | 85                      | —                       | 84                      | —                       | —                       | —                       | —                       | 45                      | 12 Memories          |
| 2004 | «The Beautiful Occupation»               | 48                      | —                       | —                       | —                       | —                       | —                       | —                       | 97                      | —                       | 12 Memories          |
| 2004 | «Love Will Come Through»                 | 28                      | —                       | —                       | —                       | —                       | —                       | —                       | —                       | —                       | 12 Memories          |
| 2004 | «Walking in the Sun»                     | 20                      | —                       | —                       | 71                      | —                       | —                       | —                       | 94                      | —                       | Singles              |
| 2007 | «Closer»                                 | 10                      | —                       | —                       | 32                      | 30                      | —                       | —                       | 69                      | —                       | The Boy With No Name |
| 2007 | «Selfish Jean»                           | 30                      | —                       | —                       | —                       | 95                      | —                       | —                       | —                       | —                       | The Boy With No Name |
| 2007 | «My Eyes»                                | 60                      | —                       | —                       | —                       | —                       | —                       | —                       | —                       | —                       | The Boy With No Name |
| 2008 | «J. Smith»                               | 115                     | —                       | —                       | —                       | —                       | —                       | —                       | —                       | —                       | Ode to J. Smith      |
| 2008 | «Something Anything»                     | 113                     | —                       | —                       | —                       | —                       | —                       | —                       | —                       | —                       | Ode to J. Smith      |
| 2009 | «Song to Self»                           | —                       | —                       | —                       | —                       | —                       | —                       | —                       | 88                      | —                       | Ode to J. Smith      |
| 2013 | «Another Guy» «Moving» «Where You Stand» |                         |                         |                         |                         |                         |                         |                         |                         |                         | Where You Stand      |
| 2015 | «Everything At Once»                     |                         |                         |                         |                         |                         |                         |                         |                         |                         | TBA                  |

## Видеоальбомы и DVD
| Год  | Видео/DVD            | Примечания |
| ---- | -------------------- | --- |
| 2002 | More Than Us         | Содержит полную запись выступления группы на концерте Gig On The Green, который проходил в Глазго 26 августа 2001 года, а также уникальный гастрольный видеодневник группы.                                                           |
| 2003 | Travis at the Palace | Живое выступление группы перед восьмитысячной толпой в лондонском Александра-палас 20 декабря 2003 года. |
| 2004 | Singles              | Все 17 видеоклипов группы в хронологическом порядке, а также эксклюзивные записи живых выступлений, включая «Why Does It Always Rain On Me?» на фестивале в Гластонбери в 2000 году и «Baby One More Time» в исполнении Хили и Пейна. |

## Песни группы в других изданиях
| Год  | Издание                                   | Песня                            |
| ---- | ----------------------------------------- | -------------------------------- |
| 2000 | Malcolm in the Middle — OST               | «We Are Monkeys»                 |
| 2002 | The Album Vol. 5                          | «Flowers in the Window»          |
| 2002 | Moonlight Mile — OST                      | «Love Will Come Through»         |
| 2002 | Mr. Deeds — OST                           | «Sing»                           |
| 2002 | Acoustic Vol. 2                           | «Driftwood»                      |
| 2002 | Roswell — OST                             | «More Than Us»                   |
| 2003 | Igby Goes Down Soundtrack                 | «Weight»                         |
| 2004 | The Best Bands in the World…Ever          | «Why Does It Always Rain on Me?» |
| 2004 | The Best Bands 2004                       | «Sing»                           |
| 2004 | Now 50                                    | «Sing»                           |
| 2005 | Acoustic 05                               | «Flowers in the Window»          |
| 2005 | A Lot Like Love — OST                     | «Know Nothing»                   |
| 2005 | The Album Vol. 6                          | «Why Does It Always Rain on Me?» |
| 2005 | One Tree Hill — OST Vol. 1                | «Re-Offender»                    |
| 2007 | Just Great Songs                          | «Driftwood»                      |
| 2007 | The Anthems 07                            | «Why Does It Always Rain on Me?» |
| 2007 | Play It Loud                              | «Writing To Reach You»           |
| 2007 | Headliners: the Ultimate Festival Line-Up | «Closer»                         |
| 2007 | FIFA 08                                   | «Closer»                         |
| 2007 | Scrubs: Season 6 — OST                    | «Turn»                           |
| 2007 | Smallville: Season 7 — OST                | «My Eyes»                        |